# John Valentine Carruthers
John Valentine Carruthers (nascido em 1958 em Wortley, West Riding of Yorkshire) é um músico, guitarrista e compositor britânico. John Carruthers tornou-se popular por ter sido membro do Siouxsie and the Banshees entre 1984 até 1987.
Na década de 1980, após o lançamento do segundo álbum de Estúdio, a banda Clock DVA de Sheffield convidou Carruthers para ser guitarrista. Carruthers participou da gravação com Clock DVA do EP Passions Still Aflame, em 1982. Foi seguido pelo álbum Advantage, gravado em 1983.
Siouxsie and the Banshees convidou Carruthers para ser membro em tempo integral do grupo a partir de maio de 1984. Com os Banshees, ele gravou o EP The Thorn (1984), e dois álbuns de estúdio Tinderbox (1986) e o álbum de covers Through the Looking Glass,(1987). Ele deixou a banda em janeiro de 1987.
Entre 1991 à 1993, Carruthers e Paul Ferguson, baterista e membro fundador do Killing Joke, formaram uma banda que se tornaria a banda Crush. Juntos, lançaram um álbum auto intitulado em 1993. Ainda em 1993, John também tocou guitarra no terceiro álbum solo de Lloyd Cole, Bad Vibes, e participou do álbum Wishing Well da banda Ten Wings. Em 2007, enquanto estava em Nova York, ele participou da composição de várias músicas com o grupo de Kim Fahy, os Mabuses, do álbum Mabused!.
1. ↑  Ankeny, Jason. «Biography: Clock DVA». Allmusic. Consultado em 31 de julho de 2010 [ligação inativa]
2. ↑  Ankeny, Jason. «Biography: Siouxsie and the Banshees». Allmusic. Consultado em 31 de julho de 2010
3. ↑  Rahman The Writer (6 de outubro de 2016). «Interview: Big Paul Ferguson from Killing Joke». Louder Than War. Consultado em 26 de julho de 2019
4. ↑  «Crush Album». Allmusic. Consultado em 6 de outubro de 2012
5. ↑  Schulps, Dave; Cohen, Jason. «Lloyd Cole and the Commotions». Trouser Press. Consultado em 2 de novembro de 2020
6. ↑  "Ten Wings – Wishing Well". Label C'est La Mort – CLM-043-2. 1993. Cargo Records (San Diego).
7. ↑  "The Mabuses Mabused!". Magpie Records (3) – 90. CD.